# داویده بویفاوا
داویده بویفاوا (ایتالیایی: Davide Boifava؛ زادهٔ ۱۴ نوامبر ۱۹۴۶) دوچرخه‌سوار اهل ایتالیا است.